# Coptops licheneus
Coptops licheneus es una especie de escarabajo longicornio del género Coptops, tribu Mesosini, subfamilia Lamiinae. Fue descrita científicamente por Pascoe en 1865.

## Descripción
Mide 11-18 milímetros de longitud.

## Distribución
Se distribuye por China, Indonesia, Laos, Malasia, Birmania y Nepal.